# Rudnea, Cernihiv
Rudnea (în ucraineană Рудня) este un sat în comuna Pakul din raionul Cernihiv, regiunea Cernihiv, Ucraina.

## Demografie
Componența lingvistică a localității Rudnea
     Ucraineană (98,13%)
     Rusă (1,88%)
Conform recensământului din 2001, majoritatea populației localității Rudnea era vorbitoare de ucraineană (98,13%), existând în minoritate și vorbitori de rusă (1,88%).